# 埃爾塔寧灣
埃爾塔寧灣是南極洲的海灣，位於維爾特半島以西的埃爾斯沃思地沿岸，寬約65公里，美國地質調查局根據測量和美國海軍空中照片被繪入地圖，該海灣以海洋調查船命名。
73°40′S 82°0′W / 73.667°S 82.000°W